# Conus felix
Conus felix é uma espécie de caracol marinho, um molusco gastrópode marinho da família Conidae, os caramujos cônicos, conchas cônicas ou cones.
Esses caracóis são predadores e venenosos . Eles são capazes de “picar” humanos .

## Descrição
O tamanho da casca varia entre 25 milímetros e 35 milímetros .

## Distribuição
Esta espécie marinha de caracol-cone ocorre no Oceano Índico, perto de KwaZulu-Natal, África do Sul.